# Rédei Károly (nyelvész)
Rédei Károly, született Radanovics Károly (Kiskanizsa, 1932. április 11. – 2008. augusztus 17.) magyar nyelvész, finnugrista a Magyar Tudományos Akadémia külső (1990), majd tiszteleti (2007) tagja. Etimológiai és kontaktusnyelvészeti kutatásai mellett a permi és az obi-ugor nyelvek szakértőjeként a komi (zürjén) és a hanti (osztják) nyelvek területén végzett kiemelkedő munkát. Több összefoglaló munka megírásával és szótár főszerkesztőjeként gazdagította a finnugrisztika tudományát.

## Életútja
Rédei Károly hadiárvaként, nehéz anyagi körülmények között nevelkedett. 1951-ben érettségizett a nagykanizsai Irányi Dániel Gimnáziumban, ahol latinul és ógörögül is tanult. 1951 és 1955 között az Eötvös Loránd Tudományegyetem Bölcsészettudományi Karán tanult magyar nyelvet és irodalmat, valamint finnugor nyelvészetet hallgatott. Egyetemi tanárai között volt Bárczi Géza, Lakó György és Zsirai Miklós, akinek Rédei volt az egyik utolsó szakdolgozója. Egyetemi tanulmányai után az MTA Nyelvtudományi Intézetében dolgozott Lakó György mellett, majd 1960-tól az intézet Finnugor Osztályának munkatársa, 1967-től 1974-ig vezetője volt. 1971-ben a szegedi József Attila Tudományegyetemen címzetes egyetemi tanárrá nevezték ki. 1974-ben meghívták és kinevezték a Bécsi Egyetem akkor alakult Finnugrisztikai Intézetének egyetemi tanárává és vezetőjévé. Ezt a posztot nyugdíjba vonulásáig, 2000-ig töltötte be, ezt követően a tanszék professor emeritusa volt.

## Munkássága

### Etimológiai és kontaktusnyelvészeti kutatásai
Etimológiai munkássága kiemelkedő jelentőségű volt. 1958-tól publikálta Szófejtések című cikksorozatát a Nyelvtudományi Közleményekben, melynek keretében több mint 330 etimológiát mutatott be. Első tudományos munkái emellett a komi (zürjén) nyelv jövevényszórétegeinek kérdéskörével foglalkoztak (A jurák-szamojéd jövevényszók a zürjén nyelvben, Obi-ugor jövevényszók a zürjén nyelvben). Róna-Tas Andrással közös tanulmányt publikált a permi nyelvek korai bolgár-török jövevényszavairól is. 1967-ben védte meg akadémiai doktori értekezését a manysi (vogul) komi jövevényszavairól. Ez irányú kutatásaiból született két monográfiája: a Die syrjänischen Lehnwörter im Wogulischen (1970) és a Zu den indogermanisch–uralischen Sprachkontakten (1986) című kötetek.
1955 től a Nyelvtudományi Intézetben dolgozott Lakó György mellett, aki a Magyar szókészlet finnugor elemei (1967–1981) című etimológiai szótár munkálatait vezette. Rédei tevékenyen bekapcsolódott a szótár szerkesztésébe, a harmadik kötetnek (1978) Sal Évával együtt társszerkesztője volt. A magyar nyelv történeti-etimológiai szótárának (1967–1984) uráli (finn-permi és ugor) eredetű címszavai is nagyrészt az ő munkái alapján készültek. A szótárírás során gyűjtött anyagot kibővítve és az etimológiai kutatás addig felgyűlt eredményeit szintetizálva, főszerkesztői irányításával jött létre az Uralisches etymologisches Wörterbuch (1988–1991), melynek anyagát mellette hét munkatárs állította össze. A szótár átdolgozott, internetes változata a szintén a Nyelvtudományi Intézetben készült Uralonet adatbázis. A nem tudományos etimológiák módszertani kritikáját tartalmazza a tudománytörténeti szempontból is nagyon tanulságos Őstörténetünk kérdései (1998) című kötete.
Az etimológiai vizsgálatokkal párhuzamosan Rédei foglalkozott a Volga–Káma-vidék törökségi és finnugor nyelvei közötti érintkezésekkel. Úgy vélte, hogy az areális hatások nem kizárólag a szókincsben lelhetők fel, hanem a mondattanban is nyomot hagynak. Az óegyházi szlávnak és az orosznak a komi (zürjén) nyelvre gyakorolt hatásáról írta meg a Russische Einflüsse in der permjakischen Syntax (1970) című művét.

### Permisztikai és obi-ugrisztikai kutatásai
Rédei elsősorban a permi (különösen a komi-zürjén) és az obi-ugor, főként az északi hanti nyelveket kutatta. Mivel nem volt lehetősége terepen obi-ugrisztikai kutatásokat végezni, 1957 őszén a leningrádi A. I. Herzen Állami Pedagógiai Intézet  hanti anyanyelvű diákjaitól gyűjtött anyagot. Ezek alapján írta meg az Északi osztják nyelvtant (1961), valamint ennek kibővített, a teljes gyűjtést tartalmazó monográfiáját Nord-ostjakische Texte (Kazym-Dialekt) mit Skizze der Grammatik (1968) címmel. 1964-ben a komi-zürjének között terepen gyűjtött nyelvi és folklórszövegeket, eközben alaposan elsajátította a nyelvet. Ebből az anyagból állította össze a több mint 600 oldal terjedelmű Zyrian Folklore Texts (1978) című művét, amelyért 1983-ban Akadémia Nagydíjjal tüntették ki.
Hangtani munkái közül kiemelkedik az őspermi magánhangzórendszer történetének vizsgálata, amely megkérdőjelezte az uráli vokalizmus egyes korabeli megállapításait. Emellett részletesen foglalkozott finnugor alaktani témákkal is. Ennek egyik első darabja az 1955 és 1960 között Lakó György aspiránsaként megírt és megvédett kandidátusi értekezése a komi (zürjén) és az udmurt (votják) nyelv névutóiról. Többször publikált továbbá a determinált (tárgyas) igeragozás kialakulásának kérdéséről a magyarban és az uráli nyelvekben. Geschichte der permischen Sprachen (1988) című munkája a permi nyelvek alaktani kérdéseivel kapcsolatos főbb megállapításait összegzi. Vizsgálta az alapnyelvi szóképzés és a névszóragozás történetét is. A magyar nyelvtörténettel kapcsolatban elsősorban az idő- és módjelek eredetéről publikált.

### Tudományszervezői tevékenysége
1974-ben Rédeit meghívták és kinevezték a Bécsi Egyetem akkor alakult Finnugrisztikai Intézetének egyetemi tanárává és vezetőjévé. Ezt a posztot egészen nyugdíjazásáig, 2000-ig töltötte be, majd 2000-től a tanszék professor emeritusa volt. Ő szervezte meg a tanszéki oktatómunkát, alapította meg a könyvtárat, és számos kutatót, vendégkutatót vett fel a tanszékre. Rendszeresen meghívta magyarországi kollégáit is.
1961 és 1973 között a Nyelvtudományi Közlemények technikai szerkesztője, 1974–1985 között pedig szerkesztője volt, de a szerkesztőségi munkában később is aktív maradt.
1974-ben Rédeit meghívták és kinevezték a Bécsi Egyetem akkor alakult Finnugrisztikai Intézetének egyetemi tanárává és vezetőjévé. Ezt a posztot egészen nyugdíjazásáig, 2000-ig töltötte be, majd 2000-től a tanszék professor emeritusa volt. Ő szervezte meg a tanszéki oktatómunkát, alapította meg a könyvtárat, és számos kutatót, vendégkutatót vett fel a tanszékre. Rendszeresen meghívta magyarországi kollégáit is. Munkájának elismertségét mutatja, hogy 1987–1988 között az Osztrák Nyelvtudományi Társaság elnöke volt.[3][9]

### Társasági tagságai és elismerései
1990-ben a Magyar külső, 2007-ben tiszteleti tagjává választották, emellett tagja volt a Magyar Nyelvtudományi Társaságnak, a Finn Tudományos Akadémiának és a helsinki Finnugor Társaságnak. 1987-ben és 1988-ban az Osztrák Nyelvtudományi Társaság elnöki tisztségét töltötte be.
Szerteágazó tudományos munkásságáért több rangos kitüntetésben részesült. 1983-ban az Akadémia Nagydíját vehette át, majd tíz évvel később, 1993-ban megosztva kapta meg az Akadémiai Díjat. 2002-ben a Pais Dezső-díjjal, 2004-ben pedig a Munkácsi Bernát-díjjal ismerték el tudományos eredményeit. Nemzetközi megbecsültségét jelzi, hogy 1985-ben a Finn Oroszlánrend parancsnoki fokozatával tüntették ki.

## Fő művei
- Die Postpositionen des Syrjänischen unter Berücksichtung des Wotjakischen. Akadémiai Kiadó, Budapest, 1962
- Northern Ostyak Chrestomathy. Uralic and Altaic Series, Vol. 47., Mouton & Co., Hague, 1965
- Nord-ostjakische Texte (Kazym-Dialekt) mit Skizze der Grammatik. Vandenhoech & Ruprecht, Göttingen, 1968
- Die syrjänischen Lehnwörter im Wogulischen. Akadémia Kiadó, Budapest, 1970
- Zyrian Folklore Texts. Akadémiai Kiadó, Budapest, 1978
- Chrestomathia Syrjaenica. Tankönyvkiadó, Budapest, 1978
- Zu den indogermanisch–uralischen Sprachkontakten. Verlag der Österreichischen Akademie der Wissenschaften, Wien, 1986
- Óegyházi szláv szemantikai és szintaktikai hatás az ózürjén nyelvben: akadémiai székfoglaló : 1992. január 6. Budapest, 1993
- Őstörténetünk kérdései. Balassi Kiadó, Budapest, 1998